# Stressbold
En stressbold er et formbart stykke legetøj, normalt ikke større end 7cm i diameter, som bliver klemt sammen med hånden eller manipuleret med fingrene, angivelig for at afhjælpe stress og muskelspændingerne, eller for at træner musklerne i hånden.
På trods af navne er mange stresbolde ikke sfæriske. Nogle bliver støbt i underholdende former og malet i forskellige farver eller med virksomhedslogoer på. De bliver herefter givet til firmaets medarbejdere eller kunder som tilgift. Stressbolde er den tredje mest populære tilgift i Storbritannien. Da mange stressbolde er ikke-sfæriske bliver de også omtalt som stresaflastere (stress relievers).
De fremstilles normalt i småcellet polyurethan skumgummi.